# Nelima humilis
Nelima humilis is een hooiwagen uit de familie Sclerosomatidae.